# Eesti meistrid 1926
Il campionato estone di calcio 1926 fu la 6ª edizione del torneo; vide la vittoria finale dello Tallinn JK che conquistò il suo primo trofeo.

## Formula del torneo
Tutte le fasi del torneo erano ad eliminazione diretta.

## Preliminare
- Tallinn JK	4-0	Võitleja Narva

## Quarti di finale
- Tallinn JK	6-0	Kalju Kilingi-Nomme
- Sirius Tallinn 5-0	Võitleja Tallinn
- Kalev Tallinn	4-1	Meteor Tallinn
- Sport Tallinn[1] Tervis Pärnu

## Semifinali
- Tallinn JK	6-0 Kalev Tallinn
- Sport Tallinn	1-0 Sirius Tallinn

## Finale
- Tallinn JK	4-1	Sport Tallinn